# 60式空挺傘

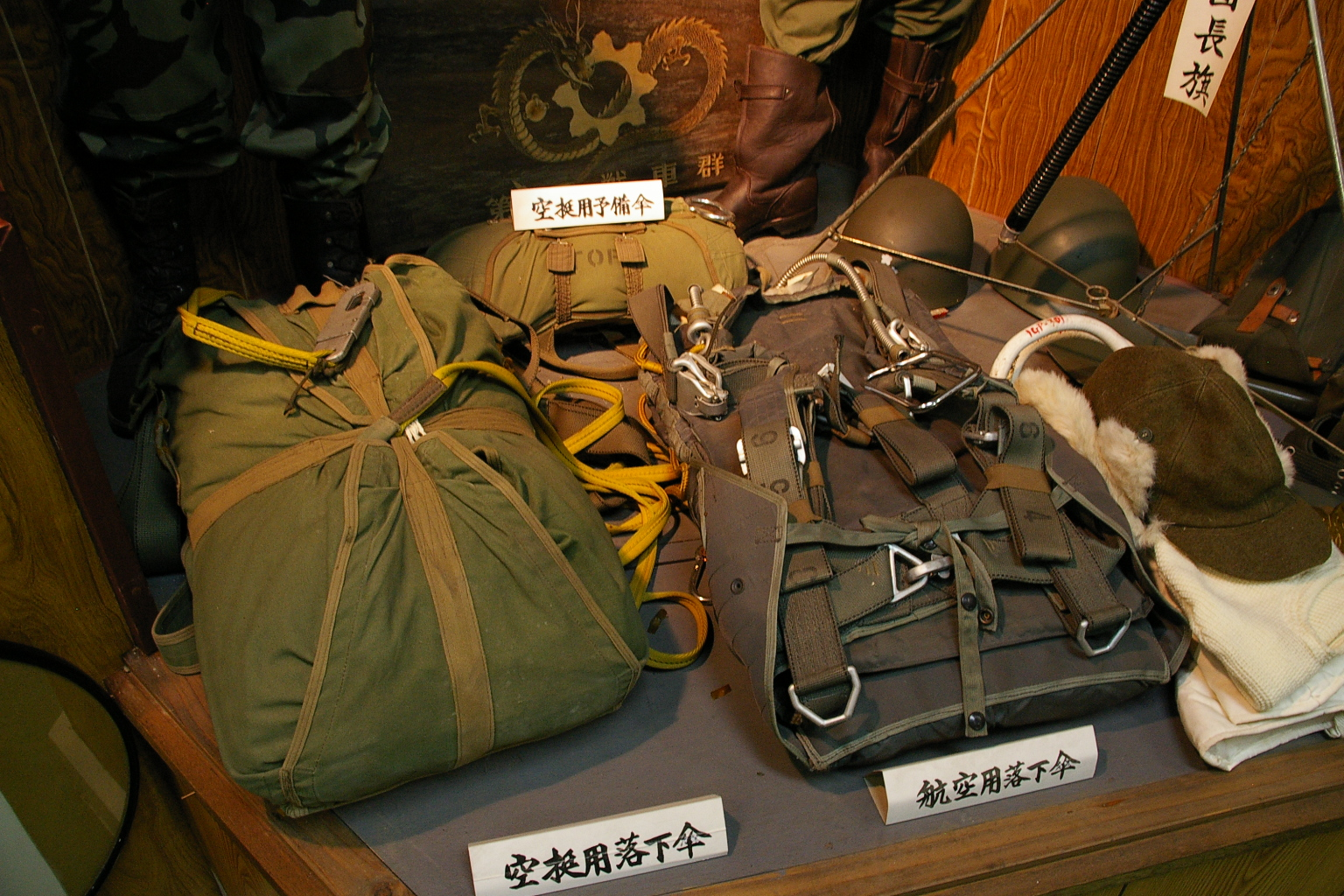
北恵庭駐屯地で展示中の60式空挺傘

60式空挺傘（ろくまるしきくうていさん）は、陸上自衛隊が装備しているパラシュート。第1空挺団に配備されている。航空機からの降下に用いられる。A型からC型までの形式が存在する。

## 諸元

### 主傘
- 傘体形式：平面複合楕円傘
- 傘直径：約11000mm
- 重量：約15kg（主傘）
- 開傘時間：4秒以内
- 降下速度：6.2m/秒

## 予備傘
- 傘体形式：平面傘
- 傘直径：約7300mm
- 重量：約6kg
- 開傘時間：3秒以内
- 降下速度：7.5m/秒

## 特徴
主傘は後ろに背負い、予備傘を前方に取り付ける。主傘に異常があった時のみ、予備傘を開く。自動索は外包装部分にむき出し、自働索管の安全機構は折り曲げピンであり、縛帯4点式の結合具兼解脱具が胸部にくる。空挺傘696M1と違い操縦索は付いておらず、旋回速度も約1秒ほど遅い。
降下後は第1空挺団空挺後方支援隊の落下傘整備中隊や陸上自衛隊需品学校に所属する専門の隊員が1つ1つ折りたたんで元の状態に戻す。

## 製作
- 藤倉航装